# تشارلز ديكسون أرشيبالد
تشارلز ديكسون أرشيبالد هو سياسي كندي، ولد في 31 أكتوبر 1802، وتوفي في 12 سبتمبر 1868. انتخب عضو مجلس نواب نوفا سكوتيا.